# قرار مجلس الأمن التابع للأمم المتحدة رقم 424
قرار مجلس الأمن التابع للأمم المتحدة رقم 424، المعتمد بالاجماع يوم 17 مارس 1978. بعد الاستماع إلى احتجاجات من زامبيا، أعرب المجلس عن قلقه إزاء الهجمات غير المبررة ضد البلاد من قبل «النظام العنصري غير القانوني» في روديسيا الجنوبية، والتي أسفرت عن مقتل وتدمير ممتلكات في زامبيا. وأكدت قوات الأمن الروديسية أنها كانت تهاجم قواعد حرب العصابات في البلاد.
وأشار المجلس إلى قراراته السابقة، بما في ذلك القرارات 423 (1978) و326 (1973) و403 (1977) و406 (1977) و411 (1977) التي تدين روديسيا الجنوبية للهجمات التي شنتها في أنغولا وبوتسوانا وزامبيا وموزامبيق والتي شكلت تهديداً السلم والأمن الدوليين. كما كرر دعوته لتحرير شعوب زيمبابوي وناميبيا لضمان السلام في المنطقة، وأدان الفصل العنصري في جنوب إفريقيا. وأضاف المجلس أنه يدعم الدول التي تدعم تحرير هذه الأراضي.
وينتهي القرار بإضافة أنه إذا تم ارتكاب أي أعمال أخرى من قبل روديسيا الجنوبية ضد البلدان المجاورة، فسيحدد المجلس الإجراء المناسب، وإذا لزم الأمر، سيستحضر الفصل السابع.

## روابط خارجية
- نص القرار في undocs.org